# Порча монет
Порча монет — неофициальное, необъявленное уменьшение государственной властью веса монет или содержания благородных металлов при сохранении номинальной стоимости монет.
Порчу монет не следует путать с такими понятиями, как:
- девальвация — официальное уменьшение государственной властью содержания благородных металлов в монетах при сохранении их нарицательной стоимости[3] или понижение номинальной стоимости уже выпущенных в обращение низкопробных монет[4];
- обрезывание монет — стихийное, непосредственно в процессе обращения монет уменьшение их веса различными механическими способами[5].

Однако часто девальвация и обрезывание рассматриваются как составляющие длительного процесса порчи монет.

## Причины
Главной причиной уменьшения содержания благородных металлов в монетах правительством является финансовая причина. При том же количестве, например, серебра или золота можно выпустить больше монет. Этот процесс, как правило, приводит к инфляции, изъятию из обращения полноценных или более качественных монет.

## История
Порчу монет не следует путать с фальшивомонетничеством. У них есть общие моменты, но при этом порча денег и фальшивомонетничество представляют собой разные правовые явления. Порча денег чаще всего санкционировалась государственной властью в интересах казны. Появление самого явления порчи денег связывают с распространением стандартизированных монет, когда на первый план вышел номинал монеты, а не вес металла.
Под порчей монет подразумевается стремление уменьшить вес монет и/или содержание благородного металла в сплаве, из которого они чеканились. Это удешевляло производство денег. Порча монет почти всегда проводилась тайно, без официальных объявлений.
Порча монет и фальшивомонетничество обладали подобными последствиями — деньги утрачивали покупательную способность. Разница была в получателе выгоды и масштабах.
Часто порча монет приводила к резкому повышению цен. Чеканку монет из бронзы, никеля и некоторых других металлов не считали порчей, потому что разменная монета в денежном обращении играла вспомогательную роль. При Петре I серебряная копейка стала монеткой очень небольшого размера, ее покупательная способность уменьшилась.
Деньги становились более легковесными и представляли все меньше ценности.
Порча монет как государственная политика утратила целесообразность с распространением бумажных денег и отказом от полновесной монеты.

## Примеры
Стоимость денария в римской валютной систeме постепенно уменьшалась, параллельно с изменением правительством содержания серебра и величины монеты. Сначала денарий, который начали чеканить в 269 году до н. э., был равен 10 медным ассам и составлял 1 / 72 римского фунта (4,55 г) почти чистого серебра; в 217 году до н. э. вес денария снизился до 1 / 84 фунта (3,9 г), и он был равен уже 16 ассам (в связи с уменьшением веса самого асса), а при Нероне (54-68 г. н. э. е.) денарий составлял 1 / 96 фунта (3,41 г). Позже содержание серебра в денарии систематически снижалось за счёт лигатуры (преимущественно меди), в результате чего денарий, наиболее распространённая в древнем мире серебряная монета, совсем обесценился.
Французский король Филипп IV получил прозвище «фальшивомонетчик», так как при его правлении начали чеканить монеты из позолоченной меди и при этом королевский ордонанс устанавливал максимум для цен на ключевые товары.
Германские князья на своих монетных дворах также осуществляли порчу монет, уменьшая их вес, или делали примесь к благородным металлам меди и олова. Подданные не хотели брать такие монеты, поэтому монеты искусственно состаривали, стремились убрать блеск.
Начало Тридцатилетней войны было временем самой усиленной порчи монеты в Германии. Это приняло такие огромные размеры, что ни у кого не было доверия к подлинности монеты и к тому, что в момент платежа она будет представлять ту же ценность, что и в момент получения.
В Русском царстве во времена регентства Софьи Алексеевны начали обесцениваться деньги. Вес копейки и рубля были уменьшены на 1/7. Из медного золотника чеканилось 10,5 копеек вместо 9, а из гривенки серебра чеканилось 504 копейки вместо 432.

### Пражский грош
Пражский грош в качестве примера (приблизительный вес чистого серебра в монетах):
- 1300: 3,6 г
- 1348: 3,0 г
- 1405: 1,8 г
- 1485: 1,2 г
- 1540: 0,8 г

### Порча монет и закон Коперника — Грешема
В конце XVI — в первой половине XVII века качественные старые монеты Речи Посполитой исчезали из обращения в связи с порчей монет нового образца.
Участвуя в подготовке денежной реформы 1526—1528 годов (см. Польский злотый), польский астроном, математик и экономист Николай Коперник написал в своём трактате «О чеканке монет»:

Хоть несть числа бедствиям, от которых погибают королевства, княжества и республики, по моему разумению четыре главные из них это: раздоры, смертность, неплодородие земли и порча монеты. Первые три столь очевидны, что их никто не оспаривает, но четвёртое признаётся только немногими, которые глубже вникают; оно влечёт за собой падение государства не сразу и резко, а исподволь и скрытно— Коперник Н. О чеканке монет
Там же был сформулирован один из основополагающих законов денежного обращения, который позже получил название «Закон Коперника — Грешема» и который в своей классической формулировке гласит: «Худшие деньги вытесняют из обращения лучшие».